# چشم خروس آتشین
چشم خروس آتشین (نام علمی: Adonis flammea) نام یک گونه از سرده چشم خروس است.